# Січові Вісти
«Січові Вісти» (1912-1913 — Сїчові Вісти) — львівський місячник, офіційний орган Українського Січового Союзу. Виходив у 1912—1913 і 1922—1924 роках.

## Основні дані
Опис: Письмо присьвячене сїчовим справам, просьвітї і науці (1912—1913 ч. 1); Письмо присвячене сїчовому і стрілецькому рухови, просвітї і науці (1913 ч. 2/3); Письмо присвячене січовим справам, просвіті і науці (1922—1924).
Видавець і відповідальний редактор: Дмитро Катамай (1912-1913), Ярослав Кирчів (1922 ч. 1, 2). Відповідальний редактор: Роман Дашкевич (1922 ч. 3-5/6 — 1924). Начальний редактор: Я. А. Б. Цурковський (1923 ч. 2/3, 1924 ч. 1/2), редактор: Я. А. Б. Цурковський (1924 ч. 3).
Перший номер вийшов у січні 1912 року. Упродовж 1912 — щомісячний безплатний додаток до «Громадського Голосу». Вийшли числа:
- 1912 — 1-8
- 1913 — 1-2/3
- 1914 — [?]
- 1922 — 1-5/6
- 1923 — 1/2-3/4
- 1924 — 1/2-3

Формат: 20 × 14 см (1912 — 1913), 21,5 × 14,5 см (1922, ч. 1-2), 24 × 15 см (1922, ч. 3 - 1923), 21 × 14,5 см (1924).
У 1912 — 1913 роках кожне число виходило у м'якій кольоровій обкладинці. У логотипі був зображений козак з люлькою.
Друк: «Загальна Друкарня», Львів, вул. Академічна, ч. 8 (1912), вул. Пекарська, 32 (1913); друкарня Ставропигійського інституту, Львів (1922-1924).

## Тематика
19 квітня 1908 року на січовому з'їзді у Станіславі створено Головний січовий комітет, який став централею товариства «Січ». 1912 року Головний січовий комітет перейменовано у Львові на Український січовий союз (УСС) і розпочато видання часопису «Сїчові Вісти».
З перших років і впродовж усього періоду видання провідне місце на сторінках «Вістей» посідали матеріали про січовий рух краю, як-от: «Минаючи стовпи гранітні...» (1912.— Ч. 1) — про 10-літній період українського січового руху в Галичині і «Вперед» (1913.— Ч. 2/3) — про закладання товариств «Січові стрільці», «В справі товариств «Січові стрільці»» (автор — Кирило Трильовський, 1913.— Ч. 2/3). Окрім того, часопис друкував статті про історію Запорізької Січі й українського козацтва: «Початки до козаччини» (1912.— Ч. 5), «Запорожська Січ» (1912.— Ч. 7), «Як воювали Запорожці» (1912.— Ч. 8).
«Січові Вісти» також друкували організаційні матеріали для вдосконалення та подальшого розвитку січових організацій краю, кореспонденцію та повідомлення про створення УСС, основи січової організації тощо.
У період Першої світової війни часопис не виходив. Видання відновлено у червні 1922 року. «Січові Вісти» задекларували себе як цілком безпартійний орган, не пов'язаний із програмою будь-якої політичної партії.
Головне завдання окреслено як «плекання здорового духа серед молодого покоління нації, розвиток і поширювання освіти, організація січових гімнастично-пожарничих товариств». Побіч матеріалів про січовий рух, на сторінках часопису з 1922 року збільшилася кількість матеріалів суспільно-політичної та культурно-освітньої тематики. Існували рубрики «Що чувати в світі?», «Всячина», «Зі спорту», «Із преси», «Надіслане», «Оцінка книжок».
Кирило Трильовський високо оцінив «Січові Вісти» у статті «Відновлення січової роботи в Галичині» в петербурзькому журналі «Народне слово» (1923.— Ч. 50): «Є це надзвичайно важне видавництво, котре заслугує на як найбільше поширення і на як найгорячіще попертя. «Січові Вісти» подають не лише точні звіти з Січового руху в краю та нові січові вправи (з ілюстраціями), але і статті загально-патріотичного змісту».
На сторінках видання з'являлися художні твори Тараса Шевченка, Степана Руданського, Івана Франка, Віри Лебедової, Дмитра Макогона, Я. Цурковського та інших.
Редакція постійно зверталася передплачувати «Січові Вісти». Через фінансові негаразди, а також цензурні утиски (влада конфіскувала деякі числа) після червня 1924 року видання припинило вихід.